# Distillerie Pierre Guy de Pontarlier
La distillerie Pierre Guy de Pontarlier est une distillerie traditionnelle française, fondée en 1890 par Armand Guy à Pontarlier dans le Haut-Doubs en Franche-Comté.
Elle a pour produits phare l'absinthe, le « Pontarlier-Anis » ou « Pont » (Pontarlier (apéritif)) et la liqueur de sapin (« Vert Sapin »), au sein de sa gamme de 30 produits.

## Histoire
L'établissement historique est situé au 49 rue de Lavaux à Pontarlier, à proximité d'une source d'eau souterraine utilisée jusqu'à l’arrivée de l’eau courante. Pontarlier, capitale de l'absinthe à partir du XIXe siècle, a compté jusqu'à 25 distilleries avec jusqu'à 3000 employés pour une production de 66000 litres d'absinthe par jour... 
Cette distillerie est la dernière distillerie de Pontarlier.

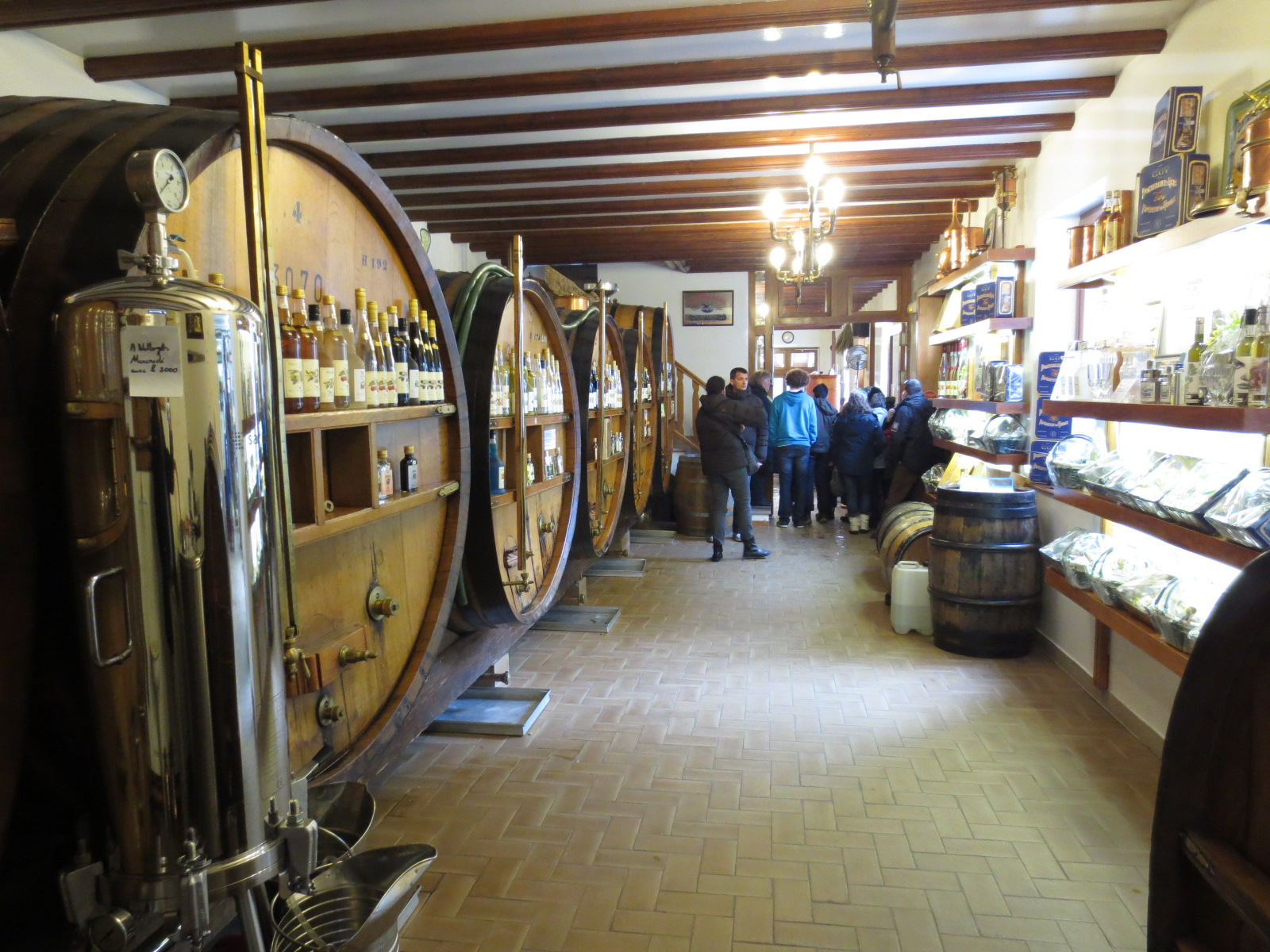
Boutique.
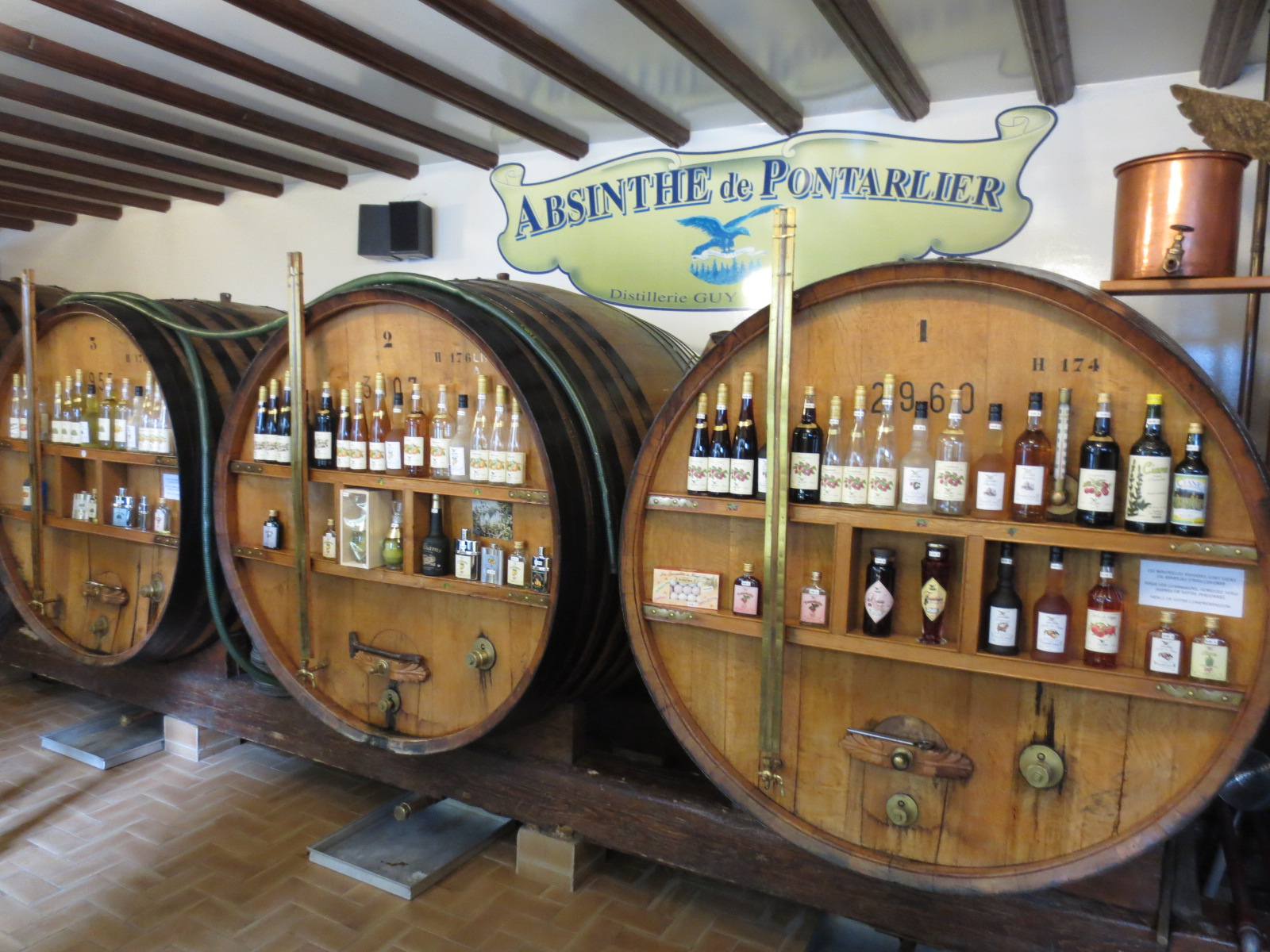
Boutique.
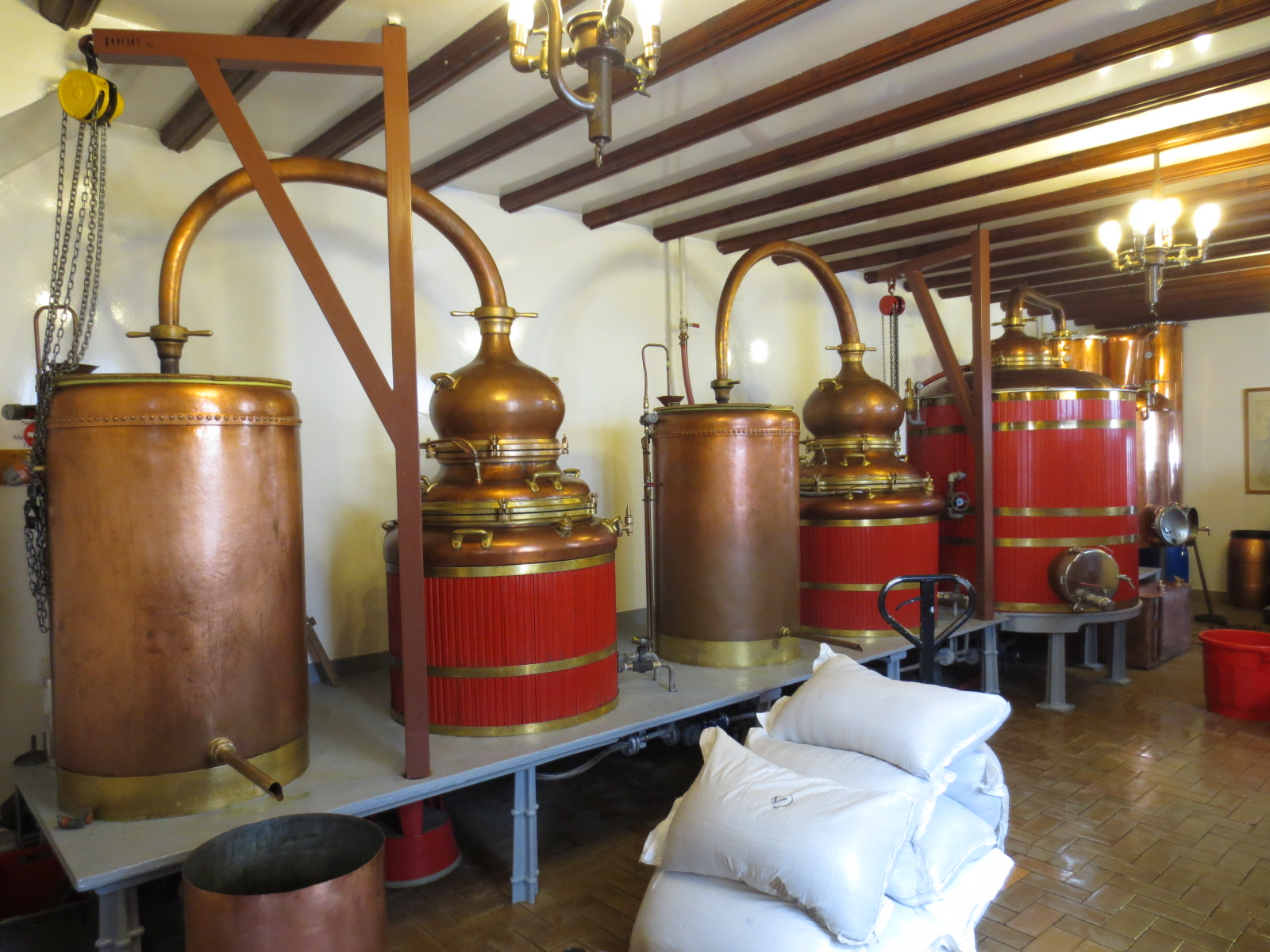
Alambics historiques centenaires en cuivre.

Quatre générations de distillateurs se sont succédé dans cette distillerie, depuis sa création. 
Fils du créateur (Armand), Georges Guy rejoint son père peu après 1914, au moment de l’interdiction de l'absinthe en France.
Il sera suivi de son fils Pierre Guy qui développe l’entreprise et la modernise, puis de François Guy qui fait ressusciter l’absinthe de son arrière-grand-père à la suite du rétablissement du droit de distillation de l'absinthe en France le 15 décembre 2001.
En 2020, elle change de main à la suite du rachat par Capelia (une société d'investissement entrepreneuriale indépendante qui accompagne les PME dans leur projet de développement et de transmission) et Mr François Laurent Vitrac.

## Productions
L’établissement fabrique de l'absinthe (François Guy, La Pontissalienne, Rêves de 1900, Absinthiades Amis du Musée de Pontarlier, La Partisane), mais également le Pontarlier-Anis ("un Pont", marque déposée), des liqueurs et eaux-de-vie, de plantes ou de fruits (Liqueur de bourgeons de sapin "Le Vert Sapin"), des  apéritifs, des fruits semi-confits... 
À cette gamme s'ajoutent des objets divers  verres et carafes à Pont, fontaines, cuillères et verres à absinthe, coffrets cadeaux en tout genre...
La distillerie a des partenariats gastronomiques pour la plupart de ses produits :
- Glaces Vuez à l'absinthe, au Pontarlier-Anis, au sapin
- Boules au chocolat au Pont, à l'absinthe, aux liqueurs,.. de l'entreprise Scheuber
- Recettes de cuisine, etc.

## A savoir
Elle accueille le public pour des visites et dégustations gratuites.
Pierre Guy (3e Génération) a participé aux Jeux Olympiques de Rome et Tokyo, en tir, 
François Guy a été récompensé de la médaille du mérite agricole.

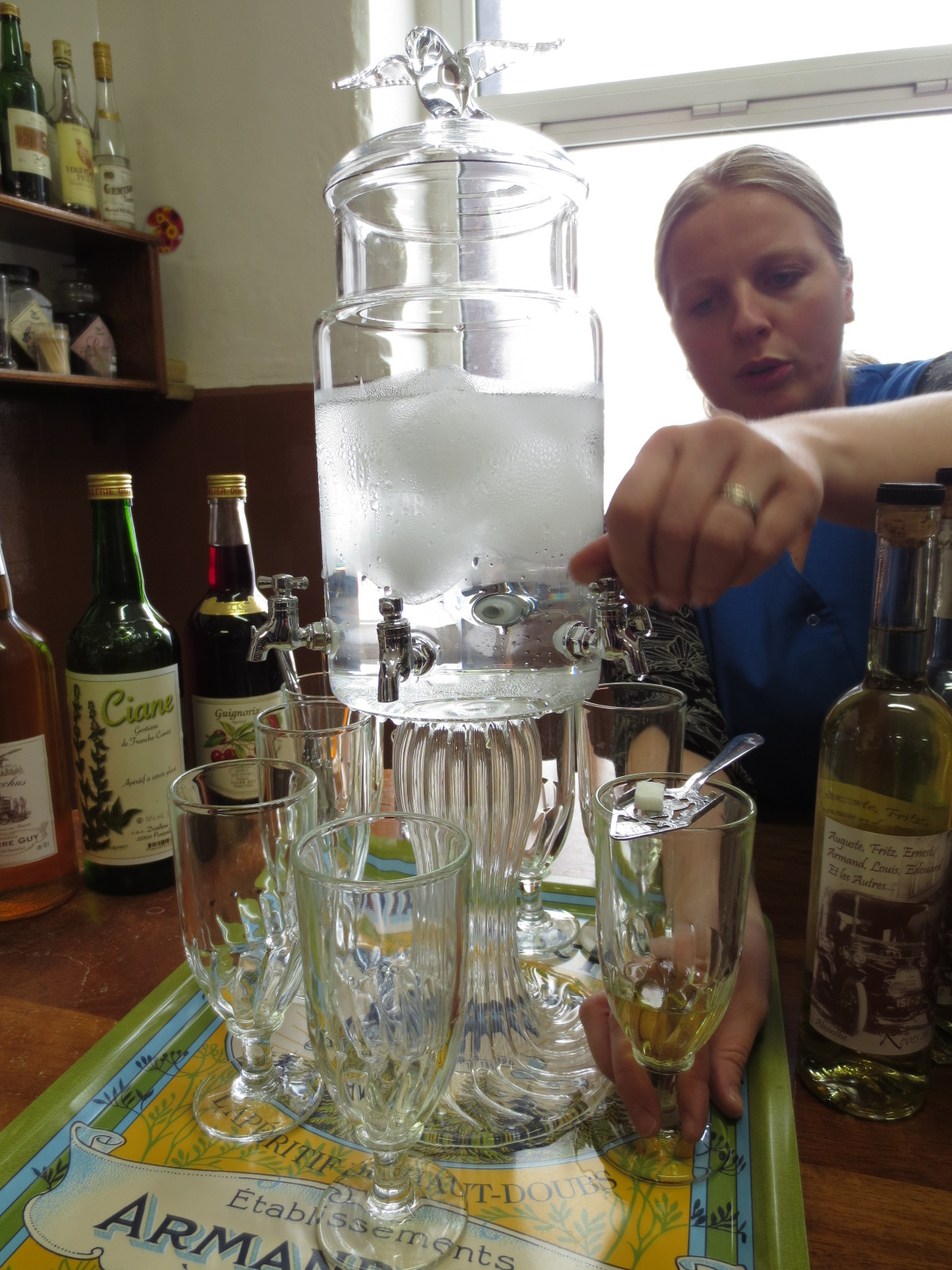
Fontaine d'absinthe, verre et cuillère à absinthe.
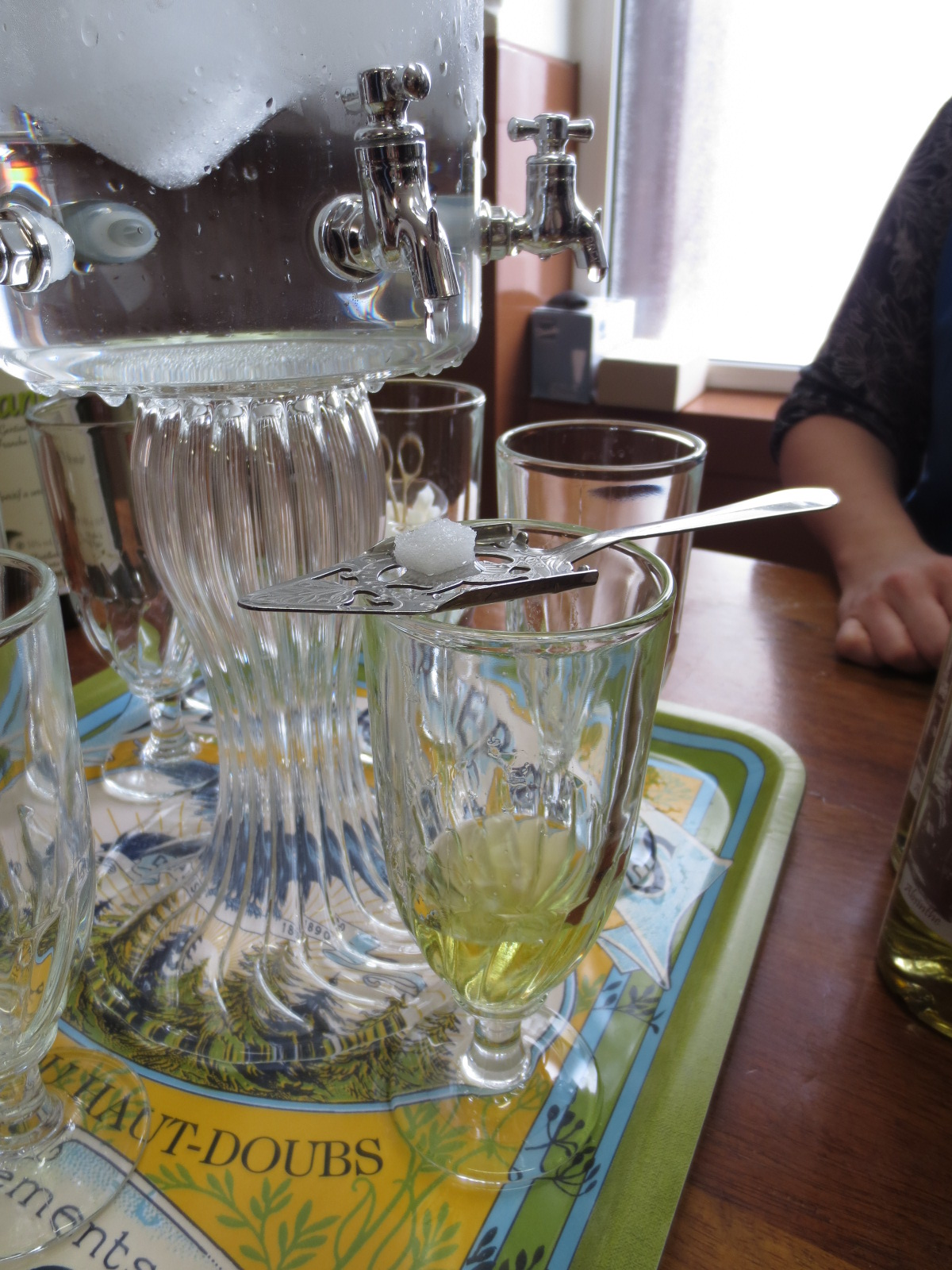
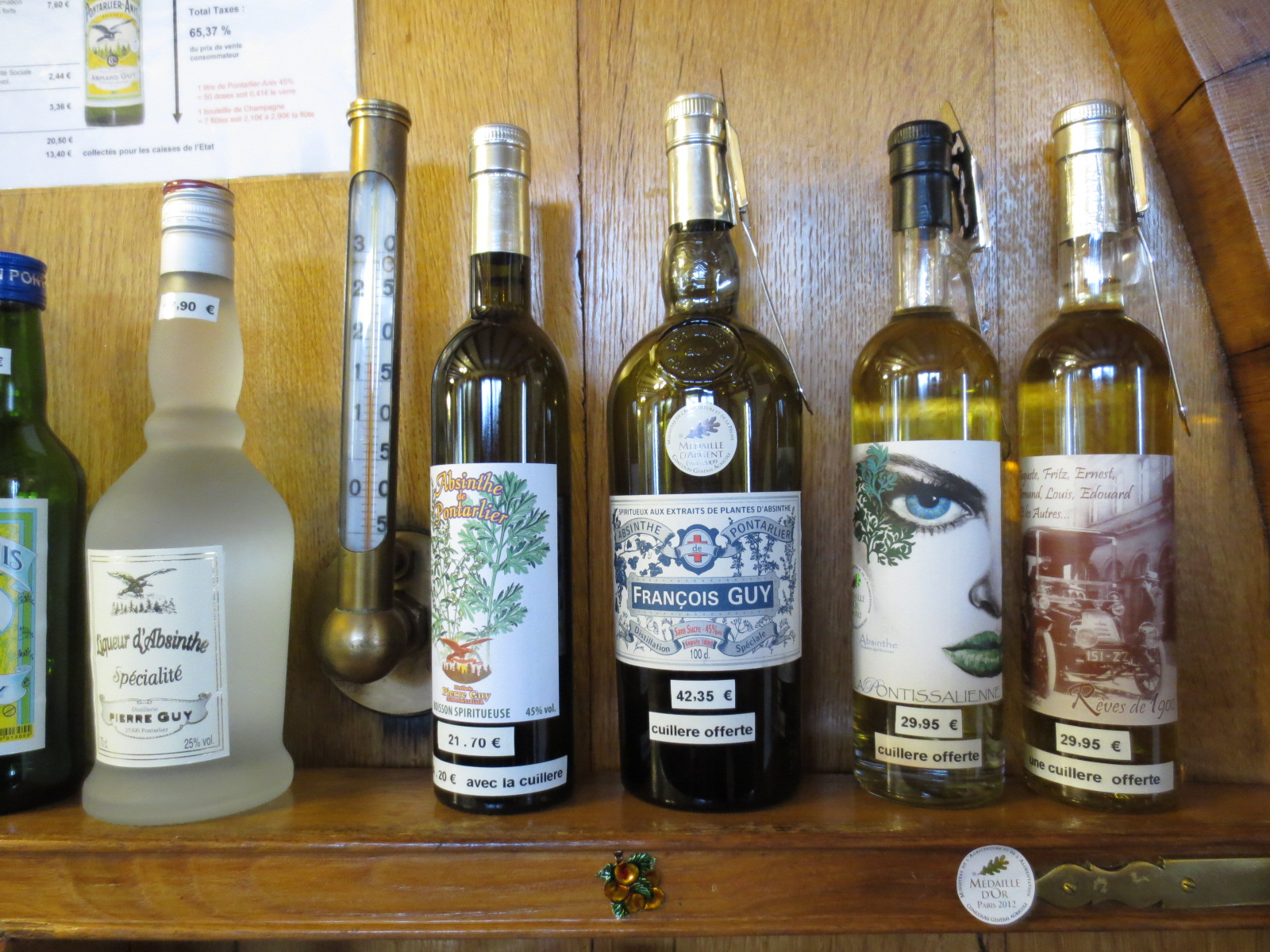
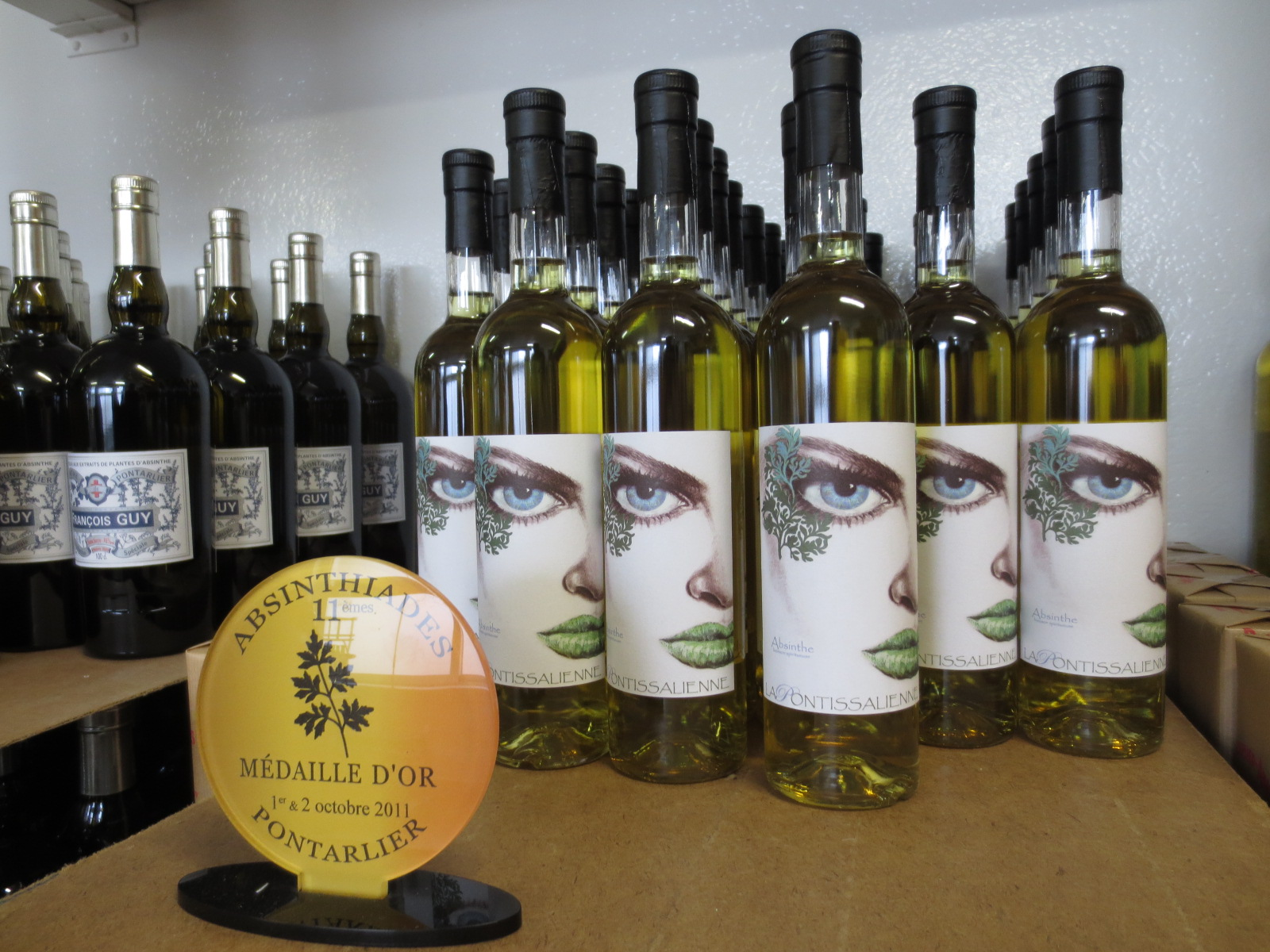
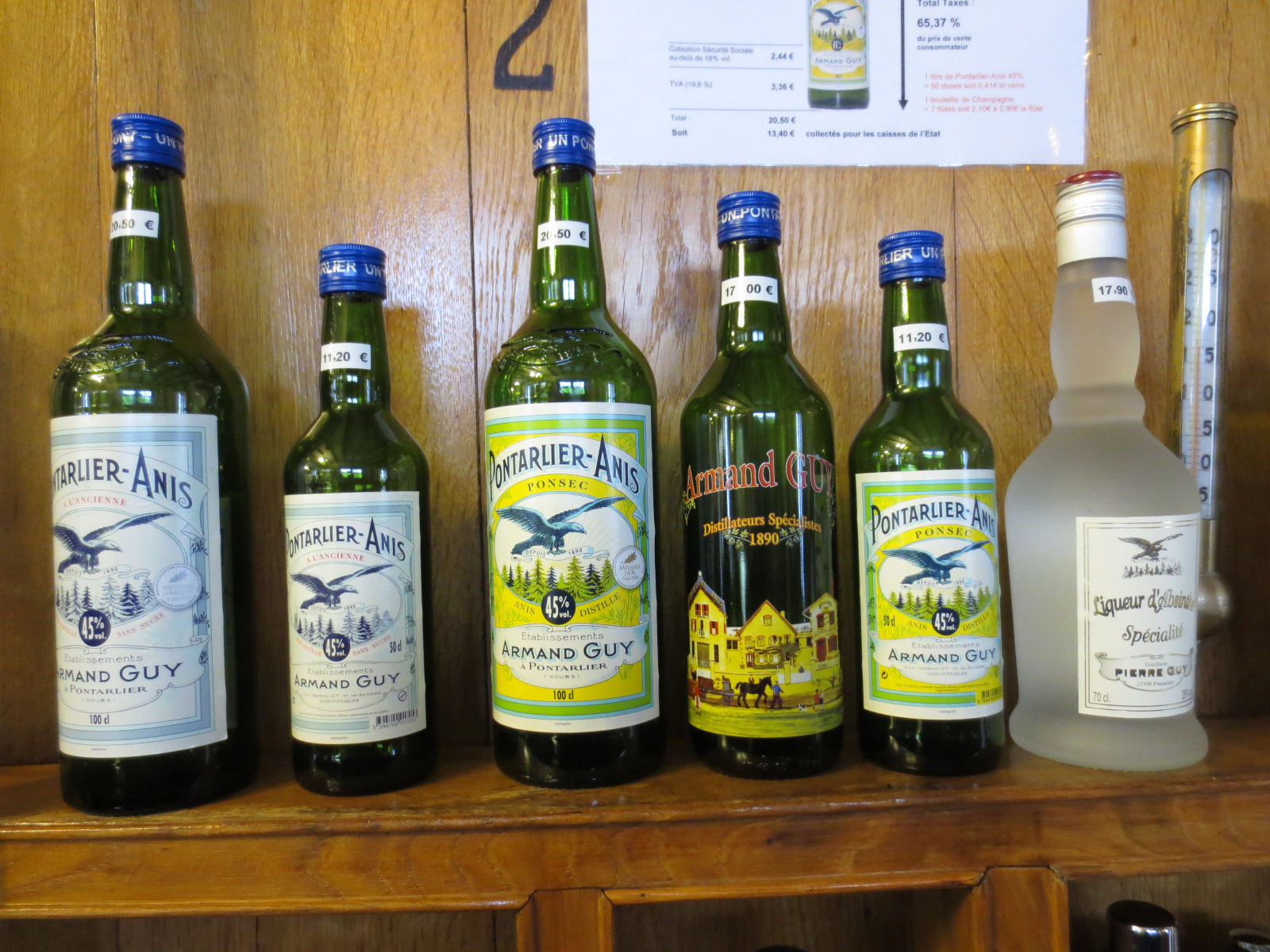
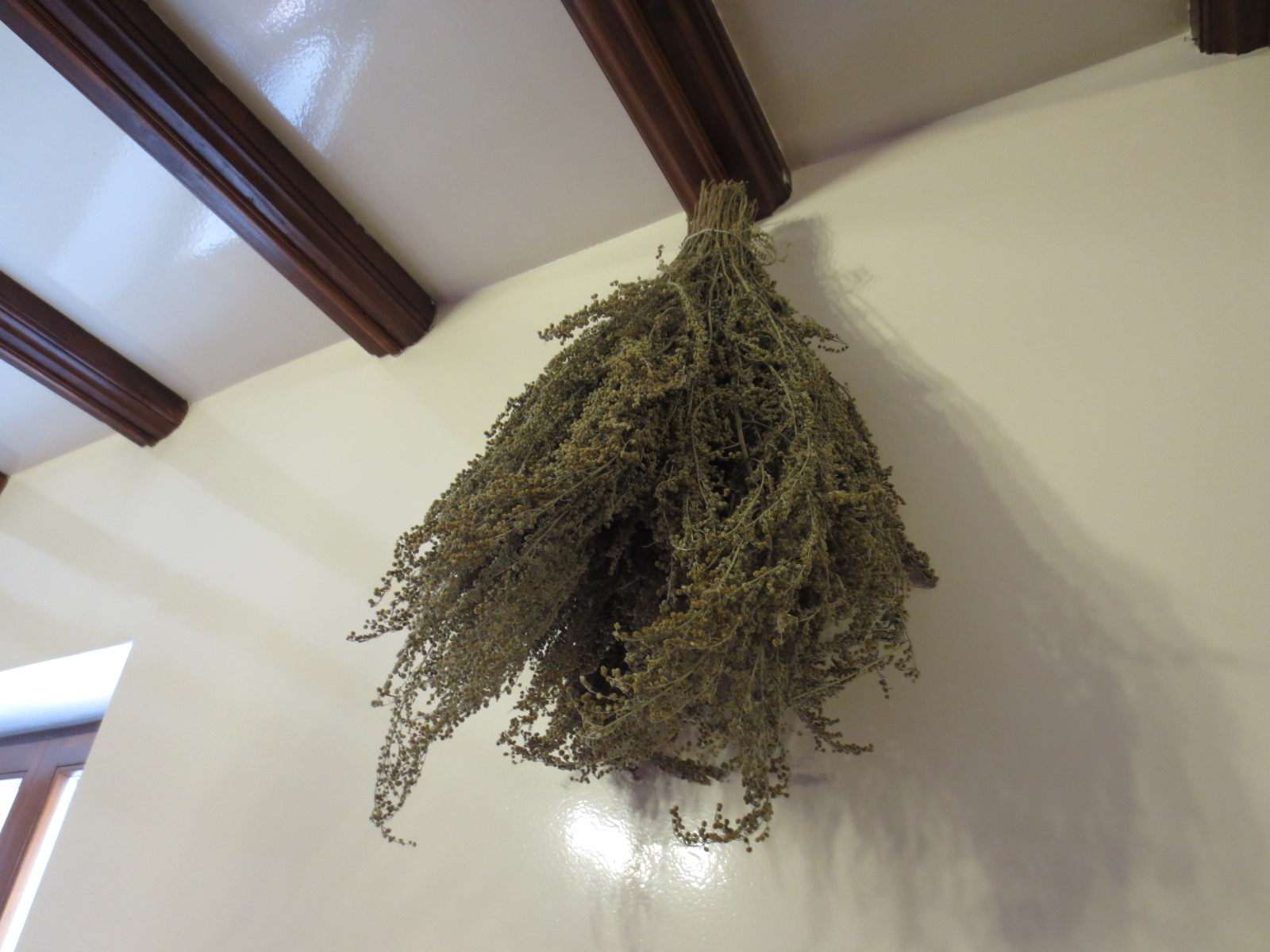
Absinthe (plante) séchée puis effeuillée avant macération.

### articles connexes
- Absinthe (plante)